# Mia Espersen
Mia Espersen (ur. 4 lutego 1985 w Herlev-Gladsaxe) – duńska wioślarka.

## Osiągnięcia
- Mistrzostwa Świata – Poznań 2009 – dwójka podwójna wagi lekkiej – 10. miejsce[1].
- Mistrzostwa Europy – Montemor-o-Velho 2010 – czwórka podwójna wagi lekkiej – 2. miejsce[1].